# Spací vady (drama)
Spací vady je divadelní hra české spisovatelky Radky Denemarkové, kterou v roce 2010 uvedlo Divadlo Na zábradlí s podtitulem Dvacet pět mrknutí Oka. Jedná se o temnou komedii s groteskními prvky odehrávající se v mezipatře mezi životem a smrtí, kde Virginia Woolfová vede se svou spolubydlící, Sylvií Plathovou, diskuze o životě a literatuře. Jejich čekání na vysvobození je vyrušeno příchodem nové spolubydlící, Ivany T., která se od nich svým životním stylem i přístupem k literatuře zásadně liší. 
V roce 2012 se hra dočkala knižního vydání, tentokrát s podtitulem Třicet mrknutí Oka, které bylo přeloženo do polštiny a slovinštiny.. Oproti divadelnímu nastudování obsahuje knižní vydání původní nezkrácené znění celé hry.

## Styl a kontext
Spací vady v některých ohledech připomínají hru S vyloučením veřejnosti J. P. Sartera. Děj je rozdělen do krátkých obrazů pojmenovaných „mrknutí“. Ačkoliv není nutno pro chápání smyslu hry znát životy skutečných předobrazů hlavních postav, umožňuje tato znalost pochopení všech narážek ve hře a hra tak cílí především na vzdělané publikum. Jedním z hlavních témat je nelehký život ženy-spisovatelky v moderní společnosti, hra je však „univerzální, nenechává se spoutat feminizujícím pohledem“.
Původní nastudování hry bylo uvedeno v roce 2010 v režii Slobodanky Radun a mělo derniéru v prosinci roku 2012. Herečka Magdaléna Sidonová v ní ztvárnila Sylvii, Virginii ztvárnila Marie Spurná a v roli Ivany se objevila Jana Hlubinská.
Hra se setkala s velmi pozitivním, spíše vlažným i vyloženě negativním přijetím. Byla označena jako „citové a intelektuální drama s tváří grotesky“ a „mimořádné a kompaktní představení“, které udrží „diváky v napětí od začátku do konce“ či jako drama, které má „neotřelý námět, nadčasové téma, stylovou vybroušenost a čistotu, jedinečné hrdinky, sevřenost a intimitu.“. Současně je však hře naopak vytýkána přílišná délka, pseudointelektuálnost či pseudofilozofické úvahy. V případě stylu pak někteří ve hře spíše než dramatickou tvorbu vidí literaturu určenou ke scénickému čtení.

## Děj
Celý děj se odehrává v jakési obdobě očistce, v mezipatře mezi životem a smrtí, jenž má podobu malého bytu sestávajícího z obýváku a koupelny. V něm čekají uvězněné duše tří zemřelých spisovatelek na vysvobození.
Ven se lze dostat jen dvěma způsoby: buď někdo ze stále žijících s láskou pronese jméno nebožky, anebo jedna z žen vyzradí hříchy, kterých se dopustila její spolubydlící. Oněmi spisovatelkami jsou anglická prozaička Virginia Woolfová a americká básnířka Sylvia Plathová, k nimž se později přidá Ivana, přezdívaná Madam T., v níž lze jasně rozpoznat Ivanu Trumpovou.
Zpočátku sdílí Virginia W. malý byt a s ním spojené domácí práce jen se Sylvií P. Zatímco ta první žila v rané industriální společnosti na přelomu 19. a 20. století a zařadila se na přední místo literární moderny, ta druhá celý svůj krátký život prožila již plně ve století dvacátém a je čelnou představitelkou zpovědní poezie. I přes rozdílnost povah a společenského prostředí, ve kterém obě ženy žily, mají obě mnoho společného. Za života trpěly depresemi, musely se prosadit v prostředí opanovaném muži a obě ukončily svůj život sebevraždou. Vystoupit za zaběhnutých vzorů je těžké i po smrti. Virginia W. se utopila a tak i v očistci si na noc lehá do napuštěné vany v koupelně a prosí občas spolubydlící, aby jí podržela hlavu pod vodou. Naopak Sylvia se otrávila v plynové troubě a tak i teď strká hlavu do trouby. Obě dámy konfrontují a rekapitulují své osobní i profesní životy za neustálého vzájemného popichování a čas tráví zpracováváním listů svých knih. A to doslova: z natrhaných listů připravují saláty a jiná jídla, šijí z nich šaty nebo jimi tapetují stěny obýváku.
Tento zaběhnutý stereotyp naruší příchod Ivany T., energické sebevědomé a nikoliv nesympatické modelky a podnikatelky z 21. století, pro níž je literatura jen dalším ze způsobů, jak se zviditelnit. Není zcela jasné, jestli nehoda na motorce s mladým milencem, při níž přišla o život, byla nešťastná náhoda či její úmysl. Oběma spolubydlícím se přizná, že svoje knihy nechala napsat někým jiným a že v podstatě nechala bez pomoci zemřít svého exmanžela. I přes to však nelze tuto postavu vnímat negativně. Virginii začínají volat živé hlasy a ta je tak blízko svého vysvobození. Rozhodne se však zůstat se Sylvií, která o to však nestojí a raději na Ivanino naléhání vyjeví Virgiiny hříchy. Tím se Sylvie dostane z očistce a v bytě tak zůstává Virginie s Ivanou. Hra končí ve chvíli, kdy má do bytu dorazit nová duše.

## Ukázka
Sylvie ››››››››
Já si své nejdřív odžila se vším všudy, i s tou hanbou, a potom přetavila do vět. Všechna ta slova jsem odloupla ze svého těla, i s jejich mutanty, pořezala jsem si jimi kůži. Žijí a vždycky budou zapáchat po mně. Ne jako to vaše naondulované intelektuální nudno. Namyšlené, vydestilované nic. Chlap. Čichám k vašim stránkám, očichávám je ze všech stran a nic, nic, nic. Sypu na ně bazalku, pepř, sůl, rozmarýn, patlám je v chilli papričkách. Nic.
Virginie ››››››››
To moje intelektuální „nudno“, jak říkáte, zvedalo ze židlí a bralo dech, když vaše jméno ještě nikdo neslyšel. Nebýt toho mého „nudna“, nebyly by ani ostré hrany vašich vět.
Sylvie ››››››››
Ze židlí to vaše ušlechtilé „nudno“ zvedalo jenom zadky v univerzitních seminářích.
Virginie ››››››››
Zato všechny zadky.
Sylvie ››››››››
Ano. Všechny tři zadky!
Virginie ››››››››
Ale jaké to byly zadky!
Sylvie ››››››››
Mě četly davy.

Spací vady, Mrknutí druhé: Přestárlá liška